# Championnat du Costa Rica de football 1950
Navigation
Saison précédente Saison suivante
La Primera División 1950 est la trentième édition de la première division costaricienne.
Lors de ce tournoi, le LD Alajuelense a conservé son titre de champion du Costa Rica face aux huit meilleurs clubs costariciens.
Chacun des neuf clubs participant était confronté deux fois aux huit autres équipes.

## Les 9 clubs participants
| \| San José: Gimnástica Española CS La Libertad Deportivo Saprissa Universidad LD Alajuelense CS Cartagines I San José CS Herediano I San José Orión FC I San José I San José CS Uruguay \| Localisation des clubs engagés dans le championnat. |
| San José: Gimnástica Española CS La Libertad Deportivo Saprissa Universidad LD Alajuelense CS Cartagines I San José CS Herediano I San José Orión FC I San José I San José CS Uruguay                                                           |

| Club                | Stade                        | Capacité          | Ville      |
| LD Alajuelense      | Stade Alejandro Morera Soto  | 17 900            | Alajuela   |
| CS Cartagines       | Stade José Rafael Meza       | 13 500            | Cartago    |
| Gimnástica Española | Stade inconnu                | Capacité inconnue | San José   |
| CS Herediano        | Stade inconnu                | Capacité inconnue | Heredia    |
| CS La Libertad      | Stade national du Costa Rica | 25 500            | San José   |
| Orión FC            | Stade Lito Monge             | 27 500            | Curridabat |
| Deportivo Saprissa  | Stade national du Costa Rica | 25 500            | San José   |
| Universidad         | Stade Ecológico              | 1 800             | San José   |
| CS Uruguay          | Stade Municipal el Labrador  | 2 500             | Coronado   |

## Compétition
Les neuf équipes s'affrontent à deux reprises selon un calendrier tiré aléatoirement.
Le classement est établi sur l'ancien barème de points (victoire à 2 points, match nul à 1, défaite à 0).
Le départage final se fait selon les critères suivants :
- Le nombre de points.
- Un match de départage.

### Classement
| Rang | Équipe              | Pts | J  | G  | N | P  | Bp | Bc | Diff |
| ---- | ------------------- | --- | -- | -- | - | -- | -- | -- | ---- |
| 1    | LD Alajuelense (T)  | 26  | 16 | 12 | 2 | 2  | 39 | 18 | +21  |
| 2    | Deportivo Saprissa  | 22  | 16 | 10 | 2 | 4  | 52 | 23 | +29  |
| 3    | CS Herediano        | 20  | 16 | 8  | 4 | 4  | 39 | 26 | +13  |
| 4    | Orión FC            | 19  | 16 | 7  | 5 | 4  | 55 | 31 | +24  |
| 5    | CS La Libertad      | 15  | 16 | 7  | 1 | 8  | 32 | 48 | -16  |
| 6    | Gimnástica Española | 13  | 16 | 4  | 5 | 7  | 28 | 39 | -11  |
| 7    | Universidad         | 12  | 16 | 5  | 2 | 9  | 38 | 52 | -14  |
| 8    | CS Uruguay (P)      | 11  | 16 | 5  | 1 | 10 | 36 | 51 | -15  |
| 9    | CS Cartagines       | 6   | 16 | 2  | 2 | 12 | 34 | 65 | -31  |

| Légende : Abréviations | Légende : Abréviations                              |
| ---------------------- | --------------------------------------------------- |
|                        | (T) : Tenant du titre (P) : Promu de la saison 1949 |

## Bilan du tournoi
| Tableau d'Honneur |                    |
| Compétition       | Vainqueur          |
| Primera División  | LD Alajuelense     |
| Torneo Relámpago  | Orión FC           |
| Copa Gran Bretaña | Deportivo Saprissa |

| Promotions et relégations   |            |
| Relégué en Segunda División | Aucun      |
| Promu de Segunda División   | UD Moravia |

## Statistiques

### Meilleur buteur
- Alberto Armijo (Universidad) 20 buts